# Пам'ятник воїнам Армії УНР (Соколівка)
Пам'ятник воїнам Армії УНР — монумент у селі Соколівка Жашківського району Черкаської області, присвячений воїнам Армії Української Народної Республіки.

## Створення меморіалу
Ідея вшанування українських вояків у селі Соколівка належить благодійній ініціативі «Героїка». У травні 2012 року представники ініціативи звернулась до сільської ради з проханням назвати одну з вулиць чи майданів Соколівки ім'ям генерал-хорунжого Армії УНР Гаврила Базильського, який народився у цьому селі. Депутати підтримали пропозицію «Героїки» і ухвалили рішення присвоїти ім'я військового діяча центральній площі села. Також рішенням сільради було передбачено спорудження відповідного пам'ятного знаку на площі ім. Гаврила Базильського. Будівництво тривало близько трьох тижнів та було здійснено на кошти жертводавців.
Будівництвом пам'ятника керував майстер благодійної ініціативи «Героїка» Олег Собченко, який попередньо, у власній майстерні в Корсунь-Шевченківському, виготовив петлюрівського хреста. У будівельних роботах брали участь мешканці села, серед яких найбільше завзятим будівельником був Сергій Посмітюх. Долучився до справи і сільський голова Соколівки Микола Суровський, який персонально сприяв реалізації задуму: надавав власні інструменти, будівельний кран, бетонозмішувач, свої будівельні матеріали.

## Відкриття
29 липня 2012 року у селі Соколівка Жашківського району Черкаської області відбулось урочисте освячення пам'ятного знаку воїнам Армії УНР. На відкритті монументу були присутні селяни, гості з Києва та сільський голова Соколівки пан Микола Суровський. Урочисте освячення пам'ятного знаку здійснив ієрей Української Православної Церкви Київського Патріархату Віталій Большак.

## Символізм
Пам'ятник відтворює форму ордену «Хрест Симона Петлюри» — найвпізнаванішої військової нагороди Армії УНР. Нагороду було затверджено 1932 року Урядом УНР у вигнанні. Право на відзнаку мав «кожен вояк Армії УНР та повстанських відділів, який брав участь у збройній боротьбі за визволення України». Пам'ятник розташований на площі ім. Гаврила Базильського, і є присвятою як самому генералові, так і його побратимам по зброї, які виборювали незалежність Української Народної Республіки протягом 1917–1921 рр.